# (7061) Pieri
(7061) Pieri ist ein Asteroid des Hauptgürtels, der am 15. August 1991 von der amerikanischen Astronomin Eleanor Helin am Palomar-Observatorium (IAU-Code 675) entdeckt wurde. Sichtungen des Asteroiden hatte es vorher schon am 29. und 30. April 1990 unter der vorläufigen Bezeichnung 1990 HH3 am Siding-Spring-Observatorium bei Coonabarabran in Australien gegeben.
Der Himmelskörper wurde am 20. März 2000 nach David C. Pieri (* 1949), einem langjährigen Mitarbeiter der Earth and Space Sciences Division des Jet Propulsion Laboratory in Pasadena, benannt.